# Tabanus orbicallus
Tabanus orbicallus är en tvåvingeart som beskrevs av Philip 1936. Tabanus orbicallus ingår i släktet Tabanus och familjen bromsar. Inga underarter finns listade i Catalogue of Life.